# 明治地所
明治地所株式会社（めいじじしょ）は、神奈川県南部を中心に不動産の売買・仲介および賃貸借業務を行う日本の不動産会社である。